# Andrew Astbury
Andrew „Andy“ Astbury (* 29. November 1960 in Leeds) ist ein ehemaliger britischer Schwimmer. Bei den Olympischen Spielen 1984 in Los Angeles gewann er mit der britischen 4-mal-200-Meter-Freistilstaffel die Bronzemedaille. Bei Commonwealth Games erschwamm er zwei Goldmedaillen, eine Silbermedaille und zwei Bronzemedaillen.

## Karriere
Bei den Commonwealth Games 1978 in Edmonton belegte Andrew Astbury den fünften Platz über 400 Meter Freistil. Über 1500 Meter Freistil siegte der Australier Max Metzger vor den Engländern Simon Gray und Andrew Astbury. Zwei Jahre später bei den Olympischen Spielen in Moskau wurde Astbury 17. über 400 Meter Freistil. Über 1500 Meter Freistil erreichte er den 13. Platz. Die britische 4-mal-200-Meter-Freistilstaffel mit Douglas Campbell, Philip Hubble, Martin Smith und Andrew Astbury schlug als Sechste an.
1981 belegte Astbury bei den Europameisterschaften in Split den sechsten Platz über 400 Meter Freistil. 1982 verfehlte er als Neunter der Vorläufe den Finaleinzug über 400 Meter Freistil bei den Weltmeisterschaften in Guayaquil. Zwei Monate später bei den Commonwealth Games in Brisbane gewann Astbury die Goldmedaillen über 200 Meter Freistil und über 400 Meter Freistil. Über 1500 Meter Freistil wurde er Dritter hinter den Australiern Max Metzger und Tim Ford. Die englische 4-mal-200-Meter-Staffel mit Philip Osborn, John Davey, Philip Hubble und Andrew Astbury belegte den zweiten Platz hinter den Australiern und erhielt mit den im Vorlauf eingesetzten David Lowe und Richard Burrell die Silbermedaille. 1983 wurde Astbury über 400 Meter Freistil Siebter bei den Europameisterschaften in Rom.
1984 bei den Olympischen Spielen in Los Angeles wurde Astbury 15. über 200 Meter Freistil. Die 4-mal-200-Meter-Freistilstaffel mit Neil Cochran, Paul Easter, Paul Howe und Andrew Astbury schwamm im Vorlauf die drittbeste Zeit hinter den Staffeln aus den Vereinigten Staaten und aus der Bundesrepublik Deutschland. Im Finale schlug die US-Staffel 0,04 Sekunden vor den Deutschen an, wobei beide Staffeln den alten Weltrekord unterboten. Die britische Staffel erreichte das Ziel neun Sekunden nach den beiden Teams und gewann die Bronzemedaille vor den Australiern. Astbury startete dann noch über 400 Meter Freistil und belegte den 14. Platz.
Andrew Astbury schwamm für den Verein City of Leeds.